# Río Indre
El río Indre es un río del centro de Francia, afluente directo del río Loira por su margen izquierda. Nace en los montes de Saint-Marien, en el departamento del Cher, y recorre tres departamentos franceses de la región Centro. Es un río cuyas riberas y fondos son exclusivamente privados y por lo tanto no son de libre acceso, contrariamente a sus aguas, que han pasado desde hace algunos años a ser de dominio público.

## Etimología
El nombre Indre proviene del antiguo vocable Innara o Ennara, formado por dos raíces ligures. La primera enn o inn de significado desconocido, y la segunda ara significa curso de agua.
La raíz inn es reconocible en el nombre del Eno, que recorre Austria, Suiza y Alemania. En cuanto a la raíz ara se puede encontrar en toda la antigua Galia y en regiones limítrofes como en el Aar, en Suiza, el Isère y el Yser, ambos provienen de iz-ara, como el Isar que fluye en Múnich en Baviera, o incluso en el nombre que dieron los romanos al Oise: Isara, es decir iz-ara. El adjetivo Isarien ha subsistido en francés moderno para calificar lo relativo a ese departamento.
Sin embargo para el lingüista E. Nègre (TGF 1) Indre viene de la raíz preceltica *angr- : fluvium Angerem (siglo VI), Agneris en 843, Angeris en 915, Andriam en 917, Endria (siglo XI), Eindre, Aindre (siglo XIII).

## Geografía
el Indre nace en los Montes de Saint-Marien, en el término de Saint-Priest-la-Marche en el departamento del Cher, en el límite del departamento de la Creuse. Llega al valle del Loira en Marnay (término de Azay-le-Rideau). Finalmente desemboca en el Loira entre Rivarennes y Avoine, en el departamento de Indre y Loira.

## Departamentos y principales poblaciones que atraviesa

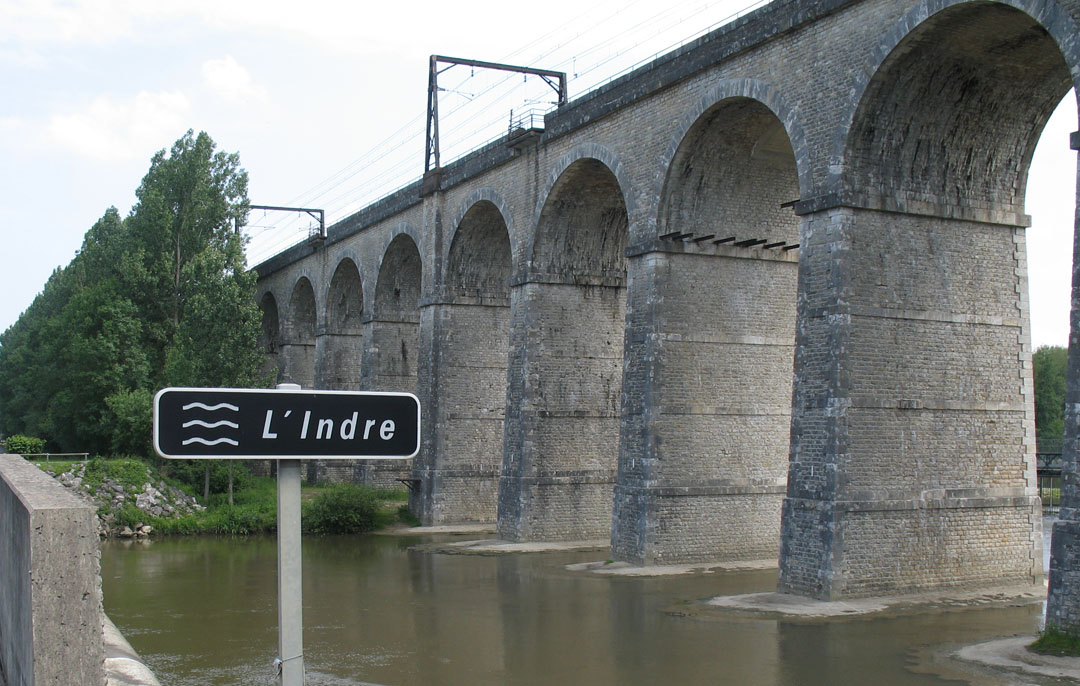
El Indre en Monts, Indre-et-Loire y el viaducto

- Cher :
- Indre :
  - La Châtre
  - Ardentes
  - Châteauroux
- Indre y Loira :
  - Loches

## Principales afluentes
- El Igneray o Igneraie
- La Vauvre
- La Ringoire
- La Trégonce
- La Cité
- El Indrois
  - La Tourmente
  - El Olivet
- El Échandon
- La Thilouze

- Datos: Q217347
- Multimedia: Indre river / Q217347